# Bright Lights (1930)
Bright Lights is een Amerikaanse muziekfilm uit 1930 onder regie van Michael Curtiz met in de hoofdrol Dorothy Mackaill.

## Verhaal
Als de revuester Louanne haar verloving wil aankondigen, komt een groep journalisten met haar praten. Ze vertelt hun over haar jeugd in Engeland en hoe ze uiteindelijk een danseres werd in Afrika. Ze vertelt hoe Wally Dean haar vriend en lijwacht werd. Hij redde haar van een aanranding door de smokkelaar Miguel Parada. Tot op heden beschermt hij haar wanneer ze op tournee is. Miguel heeft Louanne herkent en tracht bij haar te komen. Wally vraagt zijn vriend Connie Lamont om hem tegen te houden.

## Rolverdeling
| Acteur           | Personage         |
| ---------------- | ----------------- |
| Dorothy Mackaill | Louanne           |
| Frank Fay        | Wally Dean        |
| Noah Beery       | Miguel Parada     |
| Daphne Pollard   | Mame Avery        |
| James Murray     | Connie Lamont     |
| Tom Dugan        | Tom Avery         |
| Inez Courtney    | Peggy North       |
| Frank McHugh     | A. Hamilton Fish  |
| Edmund Breese    | Harris            |
| Edward J. Nugent | Windy Jones       |
| Philip Strange   | Emerson Fairchild |